# Louis-Auguste Feneulle
Louis-Auguste Feneulle (Condé-sur-l'Escaut, 1733 – Parma, 16 aprile 1799) è stato un architetto francese.

## Biografia
Allievo di Ennemond Alexandre Petitot, nel 1753 fu chiamato a Parma da Guillaume du Tillot, ministro del duca Filippo di Borbone-Parma.
Fu accademico e, dal 1776, architetto delle fabbriche ducali. Partecipò ai lavori di riqualificazione delle istituzioni ospedaliere promossi dal duca Ferdinando I.
Fu sepolto nella chiesa della Santissima Trinità.